# Jade Neilsen
Jade Neilsen (24 de juliol de 1991) és una nedadora d'Austràlia. Va ser seleccionada per representar a Austràlia als Jocs Olímpics d'Estiu 2012 en la prova de relleus de 4 x 200 metres estil lliure.

## Vida personal
Nielsen va néixer el 24 de juliol de 1991 Southport, Queensland. Surfer Paul Neilsen és el seu oncle i en 1971, ell era un campió del món en l'esport. Altres esports que ella està involucrada inclouen salvavides de surf, guanyant l'esdeveniment de natació amb taula de rescat al Campionat d'Austràlia 2006. A partir de 2012, va assistir a la Universitat de Bond en la qual estava estudiant una llicenciatura en gestió esportiva. A partir de 2012, viu a Surfers Paradise, Queensland.
Nielsen és de 175 centímetres d'altura i pesa 70 quilograms.